# Шубрат, Бранко
Бранко «Бане» Шубрат (серб. Бранко «Бане» Шубрат; 6 мая 1920, Сараево — 23 мая 1943, Горажде) — югославский студент, участник Народно-освободительной войны Югославии, Народный герой Югославии.

## Биография
Родился 6 мая 1920 в Сараево в бедной рабочей семье. Окончил одну из Сараевских гимназий, в 1940 году поступил в колледж на факультет сельского и лесного хозяйства. В старших классах гимназии вступил в революционное молодёжное движение, став одним из его главнейших активистов. Дом его родителей в Ковачевичах стал местом встречи революционеров и членов Союза коммунистической молодёжи Югославии (туда он был принят в 1939 году, в партию — в 1941 году).
После разгрома Королевства Югославии нацистами и провозглашения Независимого государства Хорватии Бранко ушёл в подполье, начав подготовку к вооружённому выступлению. Летом 1941 года был принят в партизанский отряд, участвовал в рейдах на Семизовцы, Вогошче и Средне. После формирования партизанского отряда «Звезда» стал секретарём Окружных комитетов СКМЮ и КПЮ на горе Звезда. Участвовал в боях в составе Црноврхского партизанского батальона за Средне и Любине, атаковал четников при Вареше в начале 1942 года.
В апреле 1942 года Бранко назначен политруком 2-й роты 1-го Восточнобоснийского ударного батальона. Во время переправы через реку Кривае (мост был подорван четниками) он в одиночку переплыл реку и сам построил мост из досок и брёвен, позволив войскам перейти через реку. 15 июня 1942 вступил в серьёзную схватку за Власеницу, а в конце месяца сражался при Грачанице. В составе 6-й восточнобоснийской пролетарской ударной бригады, где находился 1-й Восточнобоснийскийх батальон, Бранко продолжал исполнять обязанности политрука: с бригадой он участвовал в боях против немцев в Среме (Филиппова дорога и Босутские леса), против четников в Малешевцах 28 октября 1942, против усташско-немецких войск 18-19 декабря на Майевице и 9 марта 1943 близ Хан-Крама.
Принимал участие в битвах на Неретве и Сутьеске. 23 мая 1943 был убит близ Горажде на Троврхе. Похоронен на горе Требевич в памятном парке Враца. 27 ноября 1953 посмертно награждён Орденом Народного героя Югославии. С 1974 года и до начала Боснийской войны начальная школа Грбавиц носила имя Бранко Шубрата.